# Donacaula
Donacaula és un gènere d'arnes de la família Crambidae. El gènere va ser creat per Edward Meyrick el 1890.
Quatre espècies d'aquest gènere estan representades a la regió paleàrtica, quatre espècies a la zona afrotròpica, dues espècies a la regió de l'Àsia oriental, set espècies a la regió neotropical i vint-i-un a la regió neàrtica.

## Taxonomia
- Donacaula albicostella (Fernald, 1888)
- Donacaula aquilella Clemens, 1860
- Donacaula caminarius (Zeller) (Afrotròpica)
- Donacaula dispersella Robinson
- Donacaula dodatellus (Walker, 1864) (Àsia oriental)
- Donacaula flavus de Joannis, 1929 (Àsia oriental)
- Donacaula forficella (Thunberg, 1794) (Paleàrctic)
- Donacaula hasegawai (Shibuya, 1927) (Paleàrctic)
- Donacaula ignitalis (Hampson, 1919) (Afrotròpica)
- Donacaula immanis (Zeller, 1877) (Neotropical)
- Donacaula longirostrallus (Clemens, 1860)
- Donacaula maximellus (Fernald, 1891)
- Donacaula melinella Clemens, 1860
- Donacaula microforficellus (Amsel, 1956) (Neotropical)
- Donacaula montivagellus (Zeller, 1863) (Neotropical)
- Donacaula mucronella (Denis & Schiffermüller, 1775) (Paleàrctic)
- Donacaula niloticus (Zeller, 1867) (Palearctic)
- Donacaula nitidellus (Dyar, 1917)
- Donacaula pallulellus (Barnes & McDunnough, 1912)
- Donacaula phaeopastalis (Hampson, 1919) (Afrotròpica)
- Donacaula porrectellus (Walker, 1863) (Neotropical)
- Donacaula pulverealis (Hampson, 1919) (Neotropical)
- Donacaula roscidellus (Dyar, 1917)
- Donacaula rufalis (Hampson, 1919) (Afroropical)
- Donacaula semifuscalis (Hampson, 1919) (Neotropical)
- Donacaula sicarius (Zeller, 1863)
- Donacaula sordidellus (Zincken, 1821)
- Donacaula tripunctellus (Robinson, 1870)
- Donacaula unipunctellus (Robinson, 1870)
- Donacaula uxorialis (Dyar, 1921)

## Espècies antigues
- Donacaula amblyptepennis (Dyar, 1917)
- Donacaula bicolorellus (F. Hoffmann, 1934)
- Donacaula lanceolellus (Hampson, 1895)

## Espècies no publicades
Les espècies següents es van descriure en una tesi doctoral no publicada per Edda Lis Martínez el 2010.
- Donacaula flavusella
- Donacaula linealis
- Donacaula luridusella
- Donacaula microlinealis
- Donacaula ochronella
- Donacaula parealis
- Donacaula quadrisella
- Donacaula ravella
- Donacaula sinusella
- Donacaula tannisella